# Fiasco

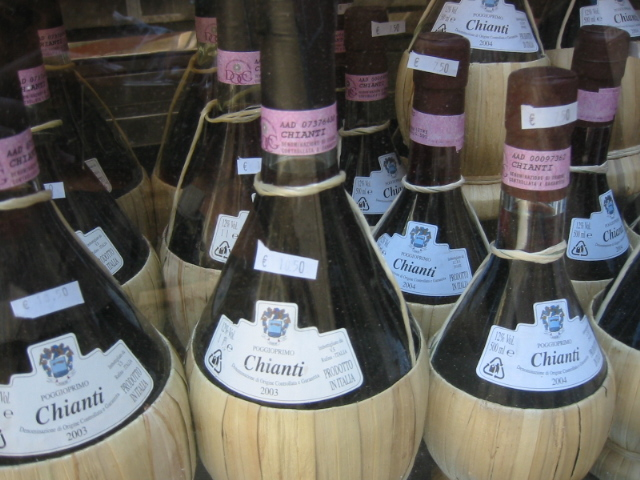
Fiaschi di Chianti

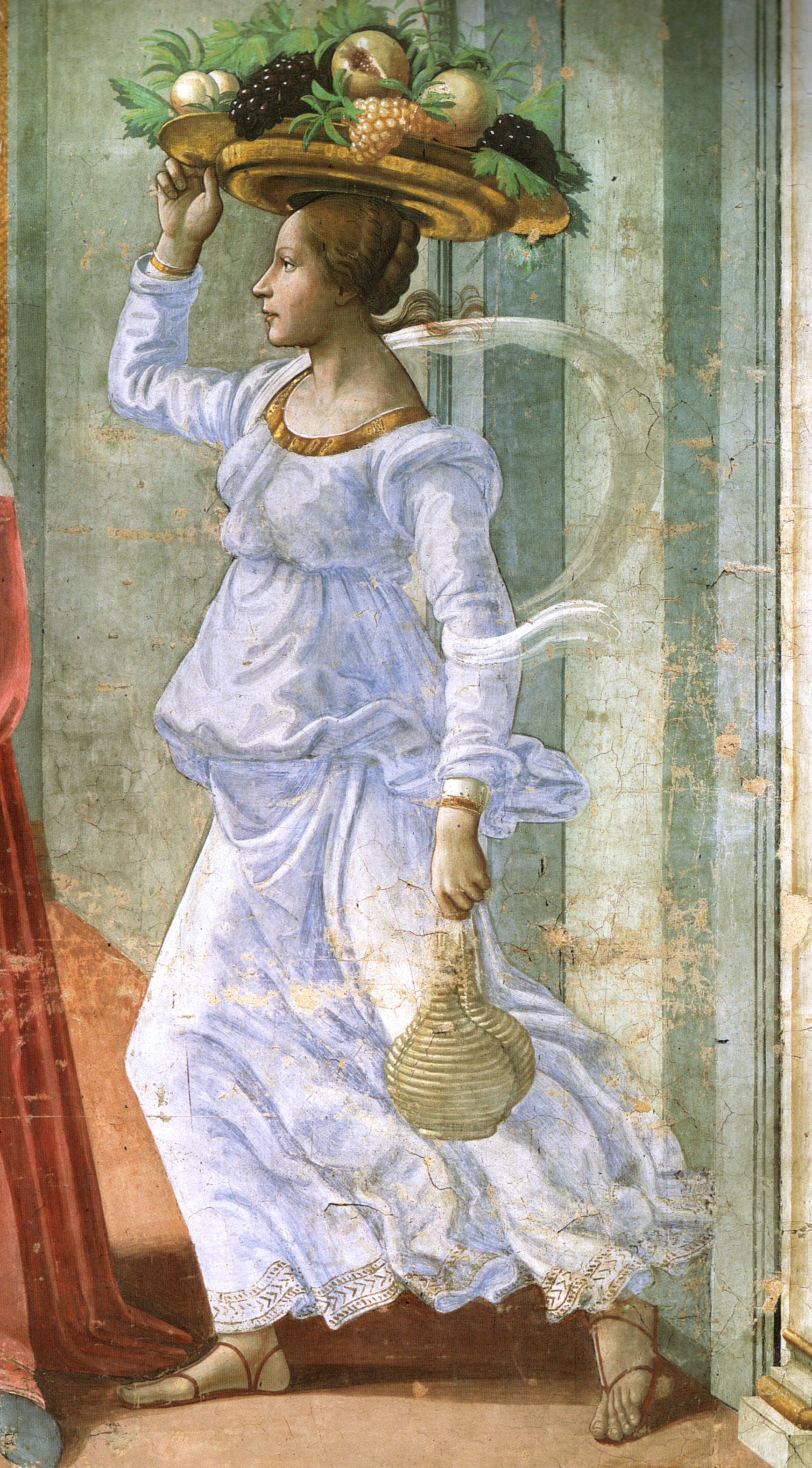
Un'ancella con due fiaschi legati al polso: particolare della Nascita di Giovanni Battista -
Ciclo di affreschi (1485-1490) del Ghirlandaio, Cappella Tornabuoni Santa Maria Novella – Firenze.

Il fiasco è un contenitore per il trasporto e lo stoccaggio del vino.
Prodotto in vetro sottile, bianco o verde, è di forma quasi sferica con il collo allungato, ed è tipicamente privo di piede, essenzialmente per consentire una più semplice e rapida soffiatura dell’involucro in vetro. Nella parte inferiore ha un rivestimento in sala o paglia intrecciata, con una base ad anello che lo protegge dagli urti e lo rende autoportante.

## Storia
Quasi sicuramente il fiasco in vetro risale al XIV secolo. Ci sono fonti letterarie e iconografiche che lo menzionano. Infatti, due novelle del Decameron di Giovanni Boccaccio, scritto tra il 1349 e il 1353, ne fanno riferimento come recipiente idoneo a contenere “vino vermiglio”.
Anche testimonianze figurative della metà del XIV secolo illustrano recipienti in vetro simili al fiasco, ricoperti con cordicelle di erba palustre intrecciata, comunemente chiamata sala.
Il fiasco veniva originariamente prodotto nelle vetrerie ed erano i fiascai, maestri vetrai specializzati, a realizzarlo. Il vetro fuso veniva prelevato da un forno e con la canna da soffio e senza l'ausilio di stampi veniva modellato. I fiaschi successivamente venivano ricoperti “con la vesta” dalle fiascaie. Oggi invece vengono prodotti nella maggior parte dei casi di scala industriale.
Il fiasco comune, munito di strisce di sala disposte in senso verticale, detto “uso Chianti”, è adoperato per infiascare vino da tavola.
Nella prima metà del '900, i fiaschi destinati all'esportazione del vino all'estero, o esposti in occasione di mostre vinicole, erano sovente decorati con quattro piccole bande verticali di colore verde e rosso alternate sulla pancia del fiasco, che inneggiavano alla bandiera italiana.
Viene utilizzato soprattutto nell'ambito del cinema il premio satirico "Fiasco d'oro", assegnato a tutti i film che fanno flop sul grande schermo.

## Caratteristiche
- Base: assente
- Corpo: ovoidale impagliato
- Spalla: slanciata
- Collo: lungo
- Cercine: cilindrico poco rilevato
- Altezza: 31 cm circa
- Capacità: Fino alla metà del '900 erano diffusi fiaschi da 2,5 l; poi diventarono comuni fiaschi da 1,88 lt ma alla fine degli anni 80 per adeguarsi alle norme comunitarie la capienza passò a 2lt.Oggi sono diffusi fiaschi da 1,50 l, ma si trovano anche fiaschi da 0,5 l, 0,75 l, 1 l e 2 l.[1]

Il fiasco per lungo tempo è stato il contenitore naturale di vino toscano sin quando è stata preferita la bottiglia bordolese, più economica e facile da trasportare.

## Galleria d'immagini

Fiasco in terracotta invetriata risalente al Nuovo Regno
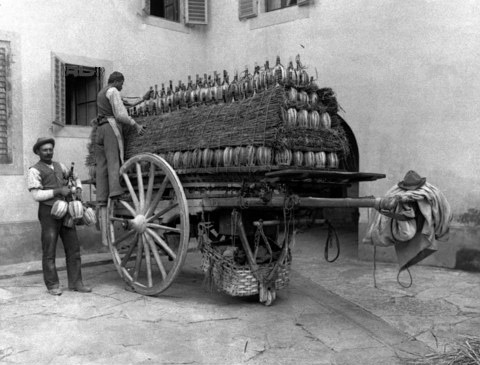
Scarico dei fiaschi di vino da un carretto nel 1900
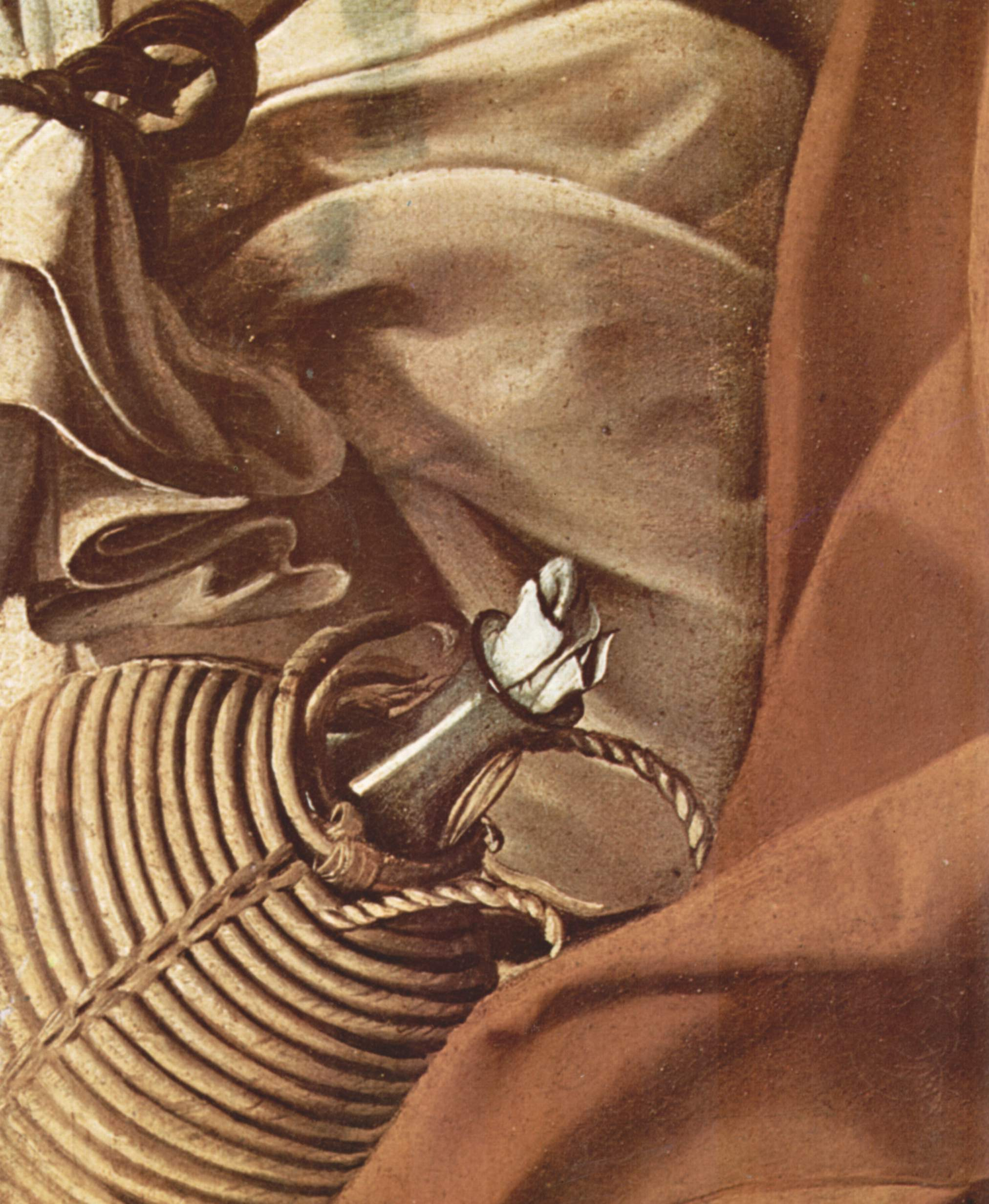
Particolare dal Riposo durante la fuga in Egitto del Caravaggio
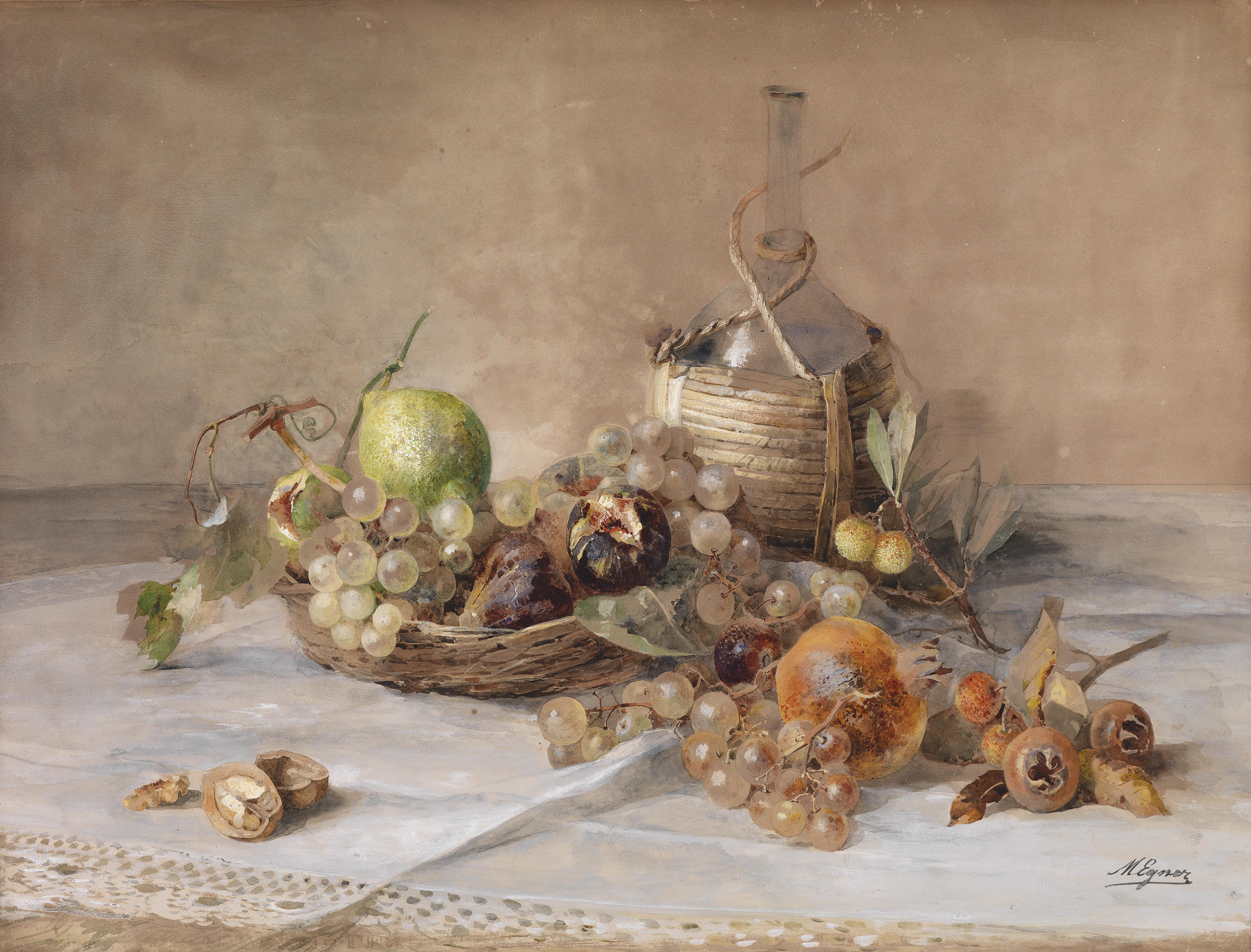
Natura morta con frutta e fiasco di Chianti di Marie Egner